# Лі Ю Йон
Щодо інших людей з таким самим іменем та прізвищем див. Лі Ю Йон (співачка)
Лі Ю Йон (кор. 이유영) — південнокорейська акторка.

## Біографія
Лі Ю Йон народилася 8 грудня 1989 року в столиці Республіки Корея місті Сеул. Вона дебютувала в кіно у 2014 році, хоча ще до офіційного дебюту зіграла декілька епізодичних ролей в короткометражних фільмах. Підвищенню популярності акторки сприяла одна з головних ролей в мелодраматичному фільмі «Пізня весна», за вдало виконану роль в якому молода акторка отримала численні нагороди кінофестивалів, в тому числі стала кращою іноземною акторкою на 14-му Міланському міжнародному кінофестивалі. У наступному році вона зіграла другорядну роль в історичному фільмі «Підступний», ця роль також принесла їй нагороди. У тому ж році Ю Йон зіграла головну жіночу роль в кримінальному трилері «Фатальна інтуіція». У 2016 році вона дебютувала на телеекранах зігравши невелику роль в телесеріалі. У наступному році Лі зіграла одну з головних ролей в кримінальному серіалі «Тунель», який став хітом не тільки на батьківщині а і в Китаї. У тому ж році вона зіграла головну роль в трилері «Маріонетка», прем'єра якого відбулася навесні 2018 року. Влітку 2018 року Ю Йон знімалася в юридичній драмі «Ваша честь» У квітні 2019 року відбулася прем'єра нового кримінально-комедійного серіалу «Мої співгромадяни!», в якому Ю Йон грає офіцера поліції та дружину головного героя.

### Особисте життя
Наприкінці грудня 2016 року агентство акторки підтвердило що Ю Йон зустрічається зі своїм колегою по зйомкам в фільмі «Себе та своїх» Кім Чу Хьоком, але він загинув 30 жовтня 2017 року в дорожній аварії.

## Фільмографія

### Телевізійні серіали
| Рік  | Назва                                                  | Роль                     | Мережа        |
| ---- | ------------------------------------------------------ | ------------------------ | ------------- |
| 2016 | «Розблокування»                                        | Ме Гу (спеціальна поява) | Naver TV Cast |
| 2017 | «Тунель»                                               | Шин Че Ї                 | OCN           |
| 2018 | «Ти звів мене з розуму»                                | Хан Ин Сон               | MBC           |
| 2018 | «Ваша честь»                                           | Сон Со Ин                | SBS           |
| 2019 | «Мої співгромадяни!»                                   | Кім Мі Йон               | KBS2          |
| 2019 | «Брехня всередині»                                     | Кім Со Хї                | OCN           |
| 2020 | «SF8» (1 серія)                                        | Кан Хо Чон / Йон Чон Ин  | MBC           |
| 2020 | «Сліди кохання» (спеціальна драма, 11 сезон, епізод 9) | Лі Ю Йон                 | KBS2          |
| 2021 | «Доктор Мозок» (вебсеріал)                             | Чон Че Ї                 | Apple TV+     |
| 2022 | «Інсайдер»                                             | О Су Йон                 | JTBC          |

### Фільми
| Рік  | Назва                                             | Роль                                 |
| ---- | ------------------------------------------------- | ------------------------------------ |
| 2012 | «Квіти не в'януть, але…» (короткометражний фільм) | Су Йон                               |
| 2013 | «Чоловік» (короткометражний фільм)                |                                      |
| 2013 | «Хованки»                                         | робітниця кав'ярні (епізодична роль) |
| 2014 | «Дата обіду» (короткометражний фільм)             |                                      |
| 2014 | «Пізня весна»                                     | Лі Мін Кьон                          |
| 2015 | «Підступний»                                      | Соль Чон Ме                          |
| 2015 | «Фатальна інтуіція»                               | Сі Ин                                |
| 2015 | «Самотня пташка» (короткометражний фільм)         |                                      |
| 2016 | «Пан Купер» (короткометражний фільм)              | Ін Є                                 |
| 2016 | «Себе та своїх»                                   | Мін Чон                              |
| 2018 | «Маріонетка»                                      | Хан Со Рін / Мін А                   |
| 2018 | «Трава»                                           | спеціальна поява                     |
| 2018 | «Її історія»                                      | Рю Сон Йон (камео)                   |
| 2018 | «Споріднена душа»                                 | Хьон Джі                             |
| 2019 | «Я вдома»                                         | Ин Со                                |
| 2020 | «Діва»                                            | Су Чжін                              |
| 2021 | «Можливо, кохання»                                | Чон Вон                              |

## Нагороди
| Рік  | Нагорода                                  | Категорія                                                                         | Робота               | Результат | Прим.  |
| ---- | ----------------------------------------- | --------------------------------------------------------------------------------- | -------------------- | --------- | ------ |
| 2014 | 14-й Міланський міжнародний кінофестиваль | Краща акторка                                                                     | «Пізня весна»        | Перемога  | [ 1 ]  |
| 2015 | 6-та Кінопремія KOFRA                     | Краща нова акторка                                                                | «Пізня весна»        | Перемога  | [ 11 ] |
| 2015 | 2-га Кінопремія Дика квітка               | Краща нова акторка                                                                | «Пізня весна»        | Номінація |        |
| 2015 | 24-та Кінопремія Буїль                    | Краща нова акторка                                                                | «Пізня весна»        | Перемога  | [ 12 ] |
| 2015 | 52-га Кінопремія Великий дзвін            | Краща нова акторка                                                                | «Пізня весна»        | Перемога  | [ 13 ] |
| 2015 | 36-та Кінопремія Блакитний дракон         | Краща нова акторка                                                                | «Підступний»         | Перемога  | [ 14 ] |
| 2015 | Премія Корейської асоціації кіноакторів   | Популярна кінозірка                                                               | «Підступний»         | Перемога  | [ 15 ] |
| 2017 | 4-та Кінопремія Дика квітка               | Краща акторка                                                                     | «Себе та своїх»      | Номінація |        |
| 2018 | 6-та Премія «Зірок МААТР»                 | Краща нова акторка                                                                | «Ваша честь»         | Номінація | [ 16 ] |
| 2018 | 2-га Сеульська премія                     | Краща нова акторка драми                                                          | «Ваша честь»         | Номінація | [ 17 ] |
| 2018 | 26-та Премія SBS драма                    | Нагорода за майстерність (акторка серіалу що транслювався щосереди та щочетверга) | «Ваша честь»         | Номінація |        |
| 2018 | 26-та Премія SBS драма                    | Краща нова акторка                                                                | «Ваша честь»         | Перемога  | [ 18 ] |
| 2019 | 12-та Премія корейської драми             | Нагорода за майстерність (акторка)                                                | «Мої співгромадяни!» | Номінація |        |
| 2019 | 33-тя Премія KBS драма                    | Нагорода за майстерність (акторка середньотривалої драми)                         | «Мої співгромадяни!» | Номінація |        |
| 2019 | 33-тя Премія KBS драма                    | Краща нова акторка                                                                | «Мої співгромадяни!» | Номінація |        |
| 2020 | 7-ма кінопремія Дика квтка                | Краща акторка                                                                     | «Я вдома»            | Номінація |        |
| 2020 | 34-та Премія KBS драма                    | Краща акторка одноактної / спеціальної / короткої драми                           | «Сліди кохання»      | Перемога  | [ 19 ] |